# Els tres mosqueters (pel·lícula de 1935)
Els tres mosqueters (títol original en anglès: The Three Musketeers) és una pel·lícula estatunidenca dirigida per Rowland V. Lee. La pel·lícula va ser produïda i distribuïda per RKO Radio Pictures. El film, estrenat el 7 octubre de 1935, va sortir a les sales cinematogràfiques dels EUA l'1 de novembre de 1935.

## Argument

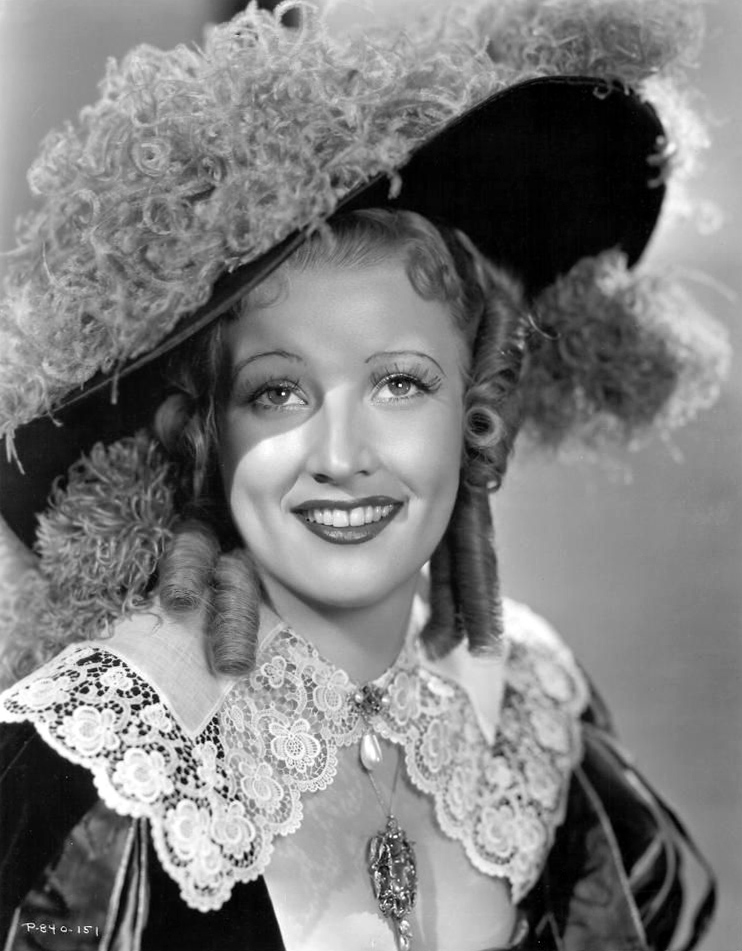
Margot Grahame
(foto promocional)

D'Artagnan entra a formar part de l'equip especial de vigilància de Lluís XIV. Entre els soldats fa amistat amb Aramis, Athos i Porthos i així comencen les seves aventures contra els prepotents i els enemics del rei. Efectivament poc temps després a D'Artagnan li encarrega el Cardenal Richelieu de descobrir si entre la mare del Rei i el comte de Buckingham hi ha una relació amorosa.

## Repartiment
- Walter Abel: D'Artagnan
- Ian Keith: El Comte de Rochefort
- Margot Grahame: Milady de Winter
- Paul Lukas: Athos
- Moroni Olsen: Porthos
- Onslow Stevens: Aramis
- Heather Angel: Constance Bonacieux
- Rosamond Pinchot: La Reina Anna d'Espanya
- John Qualen: Planchet
- Murray Kinnell: Bernajou
- Nigel De Brulier: El Cardenal Richelieu
- Lumsden Hare: El Capità de Treville
- Miles Mander: El Rei Lluís XIII de França
- Ralph Forbes: El Duc de Buckingham
- Lucille Ball (no surt als crèdits): Una figurant
- Lionel Belmore (no surt als crèdits): Propietari